# Ненад Настич
Ненад Настич (на сръбски: Ненад Настић; на сърбохърватски: Nenad Nastić) (роден на 8 май 1981 г. в Сърбобран, СФРЮ), е бивш сръбски футболист, играл на позицията защитник (десен бек).

## Клубна кариера
Започва футболната си кариера в юношеските тимове на „Елан“ от родния си град. За първия състав дебютира през 1999 г. и записва 8 мача. Година по-късно преминава в състезаващия във второто ниво на югославския футбол „Звездара“ от едноименното предградие на Белград. В първия му сезон там отборът печели промоция за първа лига, а Настич изиграва 19 мача. Със „Звездара“ той записва 6 мача в елита през следващата кампания, но през януари 2002 г. подписва с „Железник“. Там се утвърждава като титуляр и в рамките на два и половина сезона взема участие в 66 мача за първенство и бележи 4 гола. Отборът му печели купата на Сърбия и Черна гора през 2005 г. и се класира за турнира за купата на УЕФА, но поради финансови затруднения се отказва от участие. Малко по-късно „Железник“ се обединява с „Вождовац“ и за Настич не остава място в новия тим.
Следващата спирка в неговата кариера е „Войводина“, с който подписва през лятото на 2005 г. Титуляр през първите два сезона, през есента на 2007 г. той получава тежка контузия, а след това се оказва в ролята на резерва. Недоволен от статута си, решава да не поднови договора си и напуска тима, за който записва 48 мача с 4 гола. През януари 2008 г. изкарва пробен период в състава на ЦСКА, преди да подпише договор за две години и половина. Броени дни след това обаче получава травма в коляното, заради която пропуска първите мачове от пролетния дял на шампионата. Дебютира на 19 март в двубоя срещу „Видима-Раковски“, но не успява да се пребори за титулярно място и записва само 7 мача до края на сезона. По време на подготвителния лагер преди началото на следващата кампания чупи ръка и се възстановява дълго време, в следствие на което не записва нито минута в официален двубой и попада в трансферната листа. В началото на януари 2009 г. разтрогва с ЦСКА заради неизплатени заплати и премии, а малко по-късно преминава в състава на руския „Химки“, подписвайки договор за три години.
Престоят му там обаче също не се оказва успешен, като той играе предимно за дублиращия състав и записва само 11 участия за първия тим. През зимата на 2010 г. се връща в родината си, подписвайки с първодивизионния „Ягодина“. В рамките на следващите две години има спорадична роля в отбора и изиграва само 16 мача за първенство, преди да премине в босненския „Леотар“ през февруари 2012 г. След само 10 мача за тях в края на годината е освободен. Половин година по-късно подписва с „Тимок“ във втора дивизия, но успява да запише само 2 участия. През пролетта на 2014 г. се завръща в босненското първенство, за да се подвизава в „Модрича“, а през същото лято е пред трансфер в беларуския „Неман“ (Гродно), който обаче не се осъществява. Малко по-късно успява да се присъедини към Пролетер (Нови Сад), където записва 4 мача през сезона. Следват кратки престои в ТСЦ и родния си тим Елан, преди окончателно да прекрати състезателната си кариера.

## Успехи
- Носител на купата на Сърбия и Черна Гора с екипа на Железник – 2005 г.
- Шампион на България с екипа на ЦСКА – 2008 г.
- Носител на Суперкупата на България – 2008 г.